# Hippochaete variegatum
Hippochaete variegatum là một loài dương xỉ trong họ Equisetaceae. Loài này được Börner mô tả khoa học đầu tiên.
Danh pháp khoa học của loài này chưa được làm sáng tỏ. 